# 調和道丹田呼吸法
調和道丹田呼吸法（ちょうわどうたんでんこきゅうほう）は、藤田霊斎（1868年－1957年）によって創始された呼吸法。白隠禅師の呼吸法の流れを汲むと自称する。
3回息を吐いて、1回息を吸う「三呼一吸法」を基本として、みずおちの下がへこみ、下腹が膨らむ状態である「上虚下実」を理想とする。
基本動作は、前傾状態から上半身を起こして、伸び上がるように息を吸い、次に骨盤に向けて体を落とし、上半身を前傾させて息を吐き切るというものである。この動作を「起こす」「伸ばす」「落とす」「曲げる」の掛け声のもとで繰り返す。右手をみずおちに、左手を下腹に当てて行うものを「小波浪息」と呼び、下腹部の前で手を組み、左右に振りながら、その逆方向に下腹部を移動させて呼吸するものを「大振息」と呼ぶ。